# Troféu Ramón de Carranza de 1975
O Troféu Ramón de Carranza de 1975 foi a vigésima primeira edição do torneio realizado anualmente na cidade de Cádis (Espanha). Nesta edição o Palmeiras ficou com o troféu.

## Participantes
- Real Madrid
- Real Zaragoza
- Palmeiras
- Dínamo Moscou

## Esquema
|  | Semifinais | Semifinais    | Semifinais |  |  | Final    | Final         | Final    |
|  |            |               |            |  |  |          |               |          |
|  |            | Real Madrid   | 2          |  |  |          |               |          |
|  |            | Dínamo Moscou | 1          |  |  |          |               |          |
|  |            |               |            |  |  |          | Real Madrid   | 1        |
|  |            |               |            |  |  |          | Palmeiras     | 3        |
|  |            | Real Zaragoza | 0          |  |  |          |               |          |
|  |            | Palmeiras     | 1          |  |  | 3º lugar | 3º lugar      | 3º lugar |
|  |            |               |            |  |  |          | Dínamo Moscou | 3        |
|  |            |               |            |  |  |          | Real Zaragoza | 0        |

## Jogos
Semifinais
| 29 de agosto | Real Madrid                | 2 – 1 | Dínamo Moscou   | Estádio Ramón de Carranza |
|              | Netzer 25' · Velásquez 60' |       | Jershkovich 78' |                           |

| 30 de agosto | Real Zaragoza | 0 – 1 | Palmeiras  | Estádio Ramón de Carranza |
|              |               |       | Ademir 50' |                           |

Decisão do 3º lugar
| 1º de setembro | Dínamo Moscou                            | 3 – 0 | Real Zaragoza | Estádio Ramón de Carranza |
|                | Schepel 43' · Jakovic 51' · Dolmatov 61' |       |               |                           |

Final
| 1º de setembro | Real Madrid  | 1 – 3 | Palmeiras                           | Estádio Ramón de Carranza |
|                | Breitner 83' |       | Edu 54' · Leivinha 60' · Itamar 64' |                           |

## Premiação
| Troféu Ramón de Carranza 1975    |
| Brasil                           |
| -------------------------------- |
| PALMEIRAS Tricampeão (3º título) |